# Feröeriek sagája
A Feröeriek sagája (óészaki nyelven Faereyinga saga, feröeriül Føroyinga søga) a 13. század elején keletkezett, ismeretlen szerző által készített izlandi prózai mű.

## Keletkezése
A saga 1200 és 1210 között keletkezett Izlandon, és valószínűleg Snorri Sturluson egy tanítványa fogalmazta. Ma ismert formáját 1832-ben állították össze az izlandi forrásokból. Az első kiadás ugyanebben az évben jelent meg, Carl Christian Rafn dán kutató gondozásában. Ebben a kiadásban egy Johan Henrik Schrøter feröeri lelkész által lefordított szövegváltozat szerepel.

## Jellemzői
A sagaműfaj régibb, eredetibb csoportjába tartozik, az egyéni karakterek és sorsok ábrázolása még a történelmi és politikai események részletes kifejtésébe ágyazódik a műben. Ezen a pontján érintkezik a király-saga műfajával, 14. század végi másolásakor kisebb meseszerű részleteket is illesztettek hozzá.

## Tartalma
A Feröeriek sagája Feröer történelmének legősibb forrása és a viking idők legfontosabb írásos forrása a szigeteken. A feröeri honfoglalástól (9. század) a szigetek lakóinak keresztény hitre téréséig és függetlenségük elvesztéséig (11. század) tartó időszak eseményeiről és történelmi változásairól szól.
A mű a következő szavakkal kezdődik:
„Grímur Kamban volt az első, aki Feröeren letelepedett.

Ez Széphajú Harald idejében történt,

Amikor sokan menekültek uralomvágya elől.”
Elfogadott, hogy Grímur tényleg létezett, és a 9. században Norvégiából Feröerre ment és ott Funningurban letelepedett, így megnyitva az északiak honfoglalását a szigetcsoporton. Ez valójában még Széphajú Harald előtt, 825 körül történt; a saga nyilvánvalóan keveri a honfoglalás ezen első hullámát a 885-890 körüli másodikkal, amit valóban a Széphajú Harald előli menekülés váltott ki.

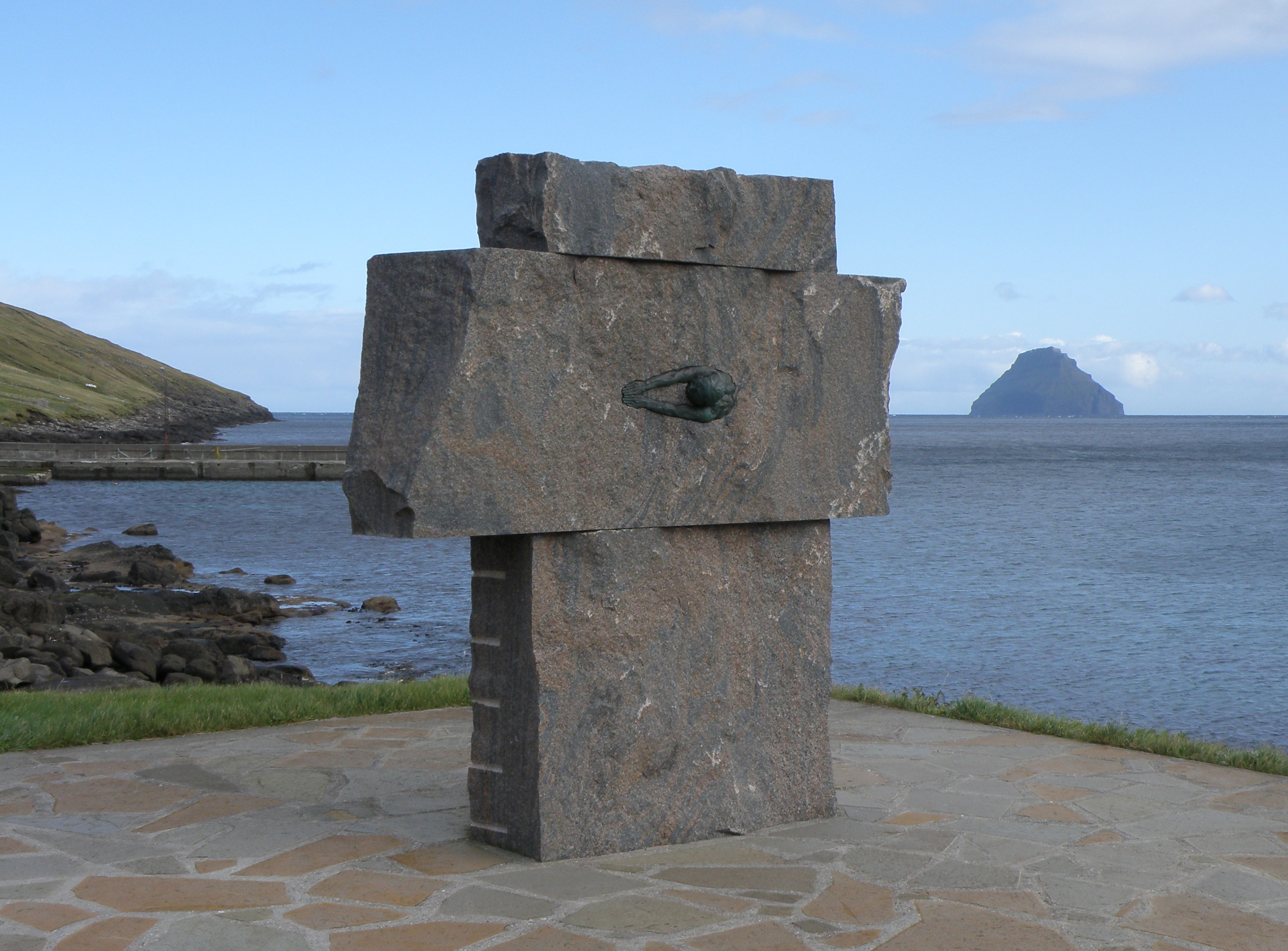
Sigmundur Brestisson emlékműve Sandvíkban (Hans Pauli Olsen)

A kivándorlók szabad köztársaságot hoztak létre Feröeren, amely saját tinggel rendelkezett a fővárosban, Tórshavnban. Ennek helye, a Tinganes ma is kormányzati székhely. A Feröeriek sagája ezen kívül számos történelmi eseményt tartalmaz, mindenekelőtt Sigmundur Brestisson történetét, aki Tróndur í Gøtu ellenállásával szemben keresztény hitre térítette a feröerieket 1000 körül.
Mivel a sagát szerzetesek jegyezték fel, nyilván nem pártatlan: Sigmundot (a keresztényt) jónak, Tróndurt (a pogányt) rossznak állítja be. Ezen kívül vannak a sagának olyan részei, amelyek nyilvánvalóan inkább költészetnek számítanak, mint történetírásnak, de ezzel együtt is valóban az első feröeriek története, és mint ilyen, a kor legfontosabb írott forrása Feröerről.

### Kronológia
A saga fontosabb eseményeinek kronológiája C.C. Rafn, valamint zárójelben G.V.C. Young szerint.
- 825 k. - Grímur Kamban letelepszik Feröeren
- 964 (959) - Tóri Beinirsson megszületik
- 966 (961) - Sigmundur Brestisson megszületik

Turið Torkilsdóttir (Sigmundur későbbi felesége) megszületik
- 975 (970) - Brestir és Beinir meggyilkolása

Ravnur Hólmgarðsfari norvég rabszolgakereskedő magával viszi Tórit és Sigmundurt Norvégiába
- 976 (971) - Ravnur szabadon engedi Tórit és Sigmundurt és a mai Oroszország területére utazik
- 984 (979) - Tóra Sigmundsdóttir (Sigmundur lánya) megszületik
- 988 (983) - Sigmundur és Tóri visszatér Feröerre, ahol birtokba veszik apáik örökségét
- 991 (986) - Sigmundur feleségül veszi Turið Torkilsdóttirt
- 997 - Olav Tryggvason király követséget küld Sigmundurhoz, és magához hívatja Norvégiába
- 998 - Sigmundur visszatér Feröerre, és hozzálát a kereszténység terjesztéséhez a király megbízásából
- 999 - Tróndur í Gøtut Sigmundur kényszerrel megkereszteli; a feröeriek formálisan kereszténnyé lesznek
- 1002 (1005) - Tróndur megtámadja Sigmundurt. Az elmenekül, de Sandvíkban Tórgrímur Illi megöli.
- 1024 - Gilli løgmaður Leivur Øssursson és Tórálvur Sigmundsson társaságában Norvégiába utazik II. Olaf norvég király meghívására
- 1026 - Tórálvurt Norvégiában meggyilkolják
- 1035 - Tróndur meghal. Leivur lesz Feröer első keresztény ura; a szigeteket hűbérbirtokként kapja I. Magnus norvég királytól. Véget ér a viking kor Feröeren.